# 올림피아코스 FC
PAE 올림피아코스(그리스어: ΠΑΕ Ολυμπιακός)는 흔히 줄여서 올림피아코스, (Ολυμπιακός) 올림피아코스 피레아스(Ολυμπιακός Πειραιάς)로 알려져 있으며 공식 명칭이 올림피아코스 신데스모스 필라틀론 피레아스(그리스어: Oλυμπιακός Σύνδεσμος Φιλάθλων Πειραιώς, "피레아스 팬들의 올림피아코스 클럽")인 그리스의 프로 축구 클럽이자 아테네 도시권인 피레아스를 연고로 하는 종합 스포츠 클럽 올림피아코스 CFP의 축구부이다.
올림피아코스는 그리스 축구 역사상 가장 성공적인 클럽으로 그리스 리그를 48번 그리스 컵을 29번 우승해 더블을 19번 달성했고 그리스 슈퍼컵도 4번 우승해 국내 대회에서 총 81회의 우승을 거두었고 모든 부문에서 최다 기록을 내고 있다. 올림피아코스의 압도적인 성공은 다른 그리스 클럽들의 리그 우승 횟수를 합치면 총 41회밖에 되지 못한다는 것으로 증명될 수 있다. 올림피아코스는 그리스 리그 최다 연속 우승 기록을 지니고 있는데 리그 7연패 (알파 에트니키 1996-97 시즌부터 2002-03 시즌 그리고 2010-11 시즌부터 2016-17 시즌)로 종전의 6연패(1953-54 시즌부터 1958-59 시즌) 기록을 경신했다. 더 나아가서 파나티나이코스 PAOK와 더불어 그리스 축구 1부리그에서 강등 경험이 없는 세 구단들 중 하나이다. 유럽 대항전에서 올림피아코스는 2023-24년 UEFA 유로파컨퍼런스리그 우승했으며 그리고 UEFA 챔피언스리그 1998-99와 유러피언 컵 위너스컵 1992-93에서 8강에 진출했었다. 또한 올림피아코스는 유럽 클럽 협회의 창립 멤버이다.
올림피아코스의 홈구장은 피레아스의 카라이스카키스 스타디움이다. 올림피아코스는 그리스에서 가장 인기있는 클럽으로 국내에 250만명이 전세계 그리스계 해외 거주민들 중 100만명이 지지하고 있다. 올림피아코스는 2006년에 4월 기준으로 83,000명의 유료 회원이 등록 되어 유료 회원 수에 따른 클럽 목록에서 9위에 랭크되었다. 2014년 유료 회원수는 98,000명으로 증가되었다. 올림피아코스는 파나티나이코스와 오랜 기간 라이벌 관계를 유지하고 있으며 두 클럽간의 경기는 영원한 적들의 더비로 불린다.

## 역사

### 초창기와 국내 무대에서의 성공

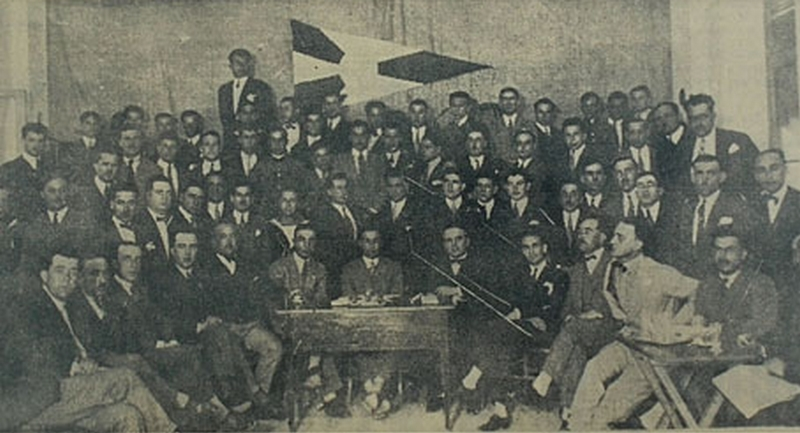
1925년 초창기 팀

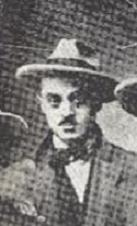
노티스 캄페로스는 클럽의 명칭과 문양에 영감을 주었다

올림피아코스는 1925년 3월 10일, 피레아스 항에서 창단되었는데, "피레아코스 축구 클럽" (Πειραιάκός Ποδοσφαιρικός Όμιλος)의 회원과 "피레아스 팬들의 클럽" (Σύνδεσμος Φιλάθλων Πειραιώς) 회원들의 병합 결정에 의해 일어났고, 통합된 새 클럽은 고대 올림픽 우승자를 나타내는 문양을 도입했다. 노티스 캄페로스가 올림피아코스 (Ολυμπιακός) 라는 명칭을 제안했고, 미할리스 마누스코스가 현재의 명칭 피레아스 팬들의 올림피아코스 클럽 (Oλυμπιακός Σύνδεσμος Φιλάθλων Πειραιώς)으로 개칭했다. 그러나, 클럽의 명성을 쌓게 해 주고, 현재의 영광으로 이끈건 안드리아노풀로스 형제들로, 상류층 가문의 일원이었던 그들은 그리스 전국에 올림피아코스라는 이름을 알렸다. 안드리아노풀로스 형제들 중 얀니스, 디노스, 요르고스, 그리고 바실리스가 초창기에 이 클럽에서 활동했다. 5형제들 중 막내였던 레오니다스는 나중에 합류하여 클럽에서 장기간 활동했다. (1927-1935) 클럽의 초창기 공격진은 5형제로 이루어졌고, 이후 전설의 반열에 올랐다. 올림피아코스는 즉시 지역의 주목을 받게 되었다. 당시, 팀의 팬은 홈구장인 네오 팔리론 벨로드롬 인근의 노동층을 기반으로 되어 있었고, 이 곳은 현재 홈구장인 카라이스카키스 스타디움으로 옮기기 전까지 사용되었다. 올림피아코스는 1925년, 1926년, 1927년에 피레아스 지역 리그 우승을 거두었다.

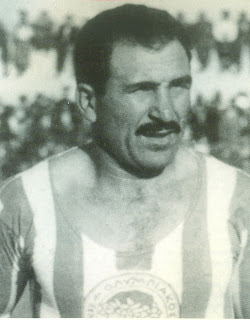
안드레아스 무라티스는 올림피아코스의 상징적인 주장으로 1945년과 1955년 사이 295번의 경기에 출전했다

1926년, 그리스 축구 협회가 창립되었고, 1927-28 시즌에 범그리스 리그가 출범했다. 이 리그가 국내 최초의 전국 리그로, EPSA 리그, (아테네) EPSP 리그, (피레아스) 그리고 EPSM 리그 (테살로니키)의 지역 우승팀들이 플레이오프에서 국가 리그 타이틀을 걸고 경쟁하였고, 아리스가 초대 우승팀이 되었다. 범그리스 리그는 이 형식으로 1958-59 시즌까지 지속되었다. 그러나, 두번째 시즌인 1928-29 시즌, 올림피아코스는 그리스 축구 협회와의 불화로 인해 불참을 결정했고, 파나티나이코스와 AEK도 올림피아코스의 결정을 따랐다. 같은 시즌, 이 클럽들간 친선전을 치렀고, 중부 그리스 축구 구단 (Ποδοσφαιρικές Ομάδες Κέντρου, Π. Ο. Κ.) 을 조직했다. 범그리스 리그의 4번째 시즌이 1930-31 시즌에 열렸고, 올림피아코스는 이 시즌에 역사상 최초의 그리스 리그 우승을 거두었다. 이 우승을 계기로 올림피아코스는 성공기의 개막을 알렸다.
1940년대에 들어, 올림피아코스는 11시즌동안 무려 6번 우승을 거두었고, 1960년대에 들어서는 23시즌 안에 15번의 리그는 물론 그리스 컵도 9번 거미쥐었다. 1950년대 전설적인 올림피아코스 팀은 안드레아스 무라티스, 일리아스 로시디스, 코스타스 폴리흐로니우, 타나시스 베비스, 일리아스 이판티스, 바비스 코트리디스, 요르고스 다리바스, 바비스 드로소스, 그리고 사바스 테오도리디스로 구성되었고, 1953-54 시즌과 1958-59 시즌까지 리그 6연패를 달성한 것은 물론, 1956-57 시즌, 1957-58 시즌, 그리고 1958-59 시즌에는 컵도 들어올려 그리스 축구에 전례 없는 업적을 달성했다. 올림피아코스가 수많은 우승을 거둔 1950년대를 기점으로, 클럽은 "전설" (Θρύλος, 트릴로스로 발음)이라는 별칭을 획득했다.

### 간간한 성공과 굴란드리스 시대

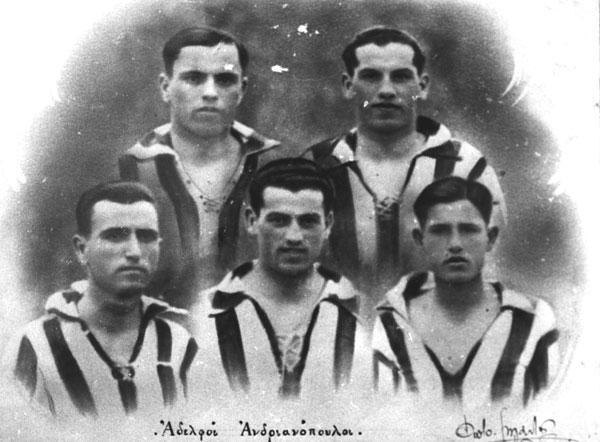
전설적인 안드리아노풀로스 형제들: (왼쪽부터) 얀니스, 디노스, 요르고스, 바실리스, 그리고 레오니다스 안드리아노풀로스

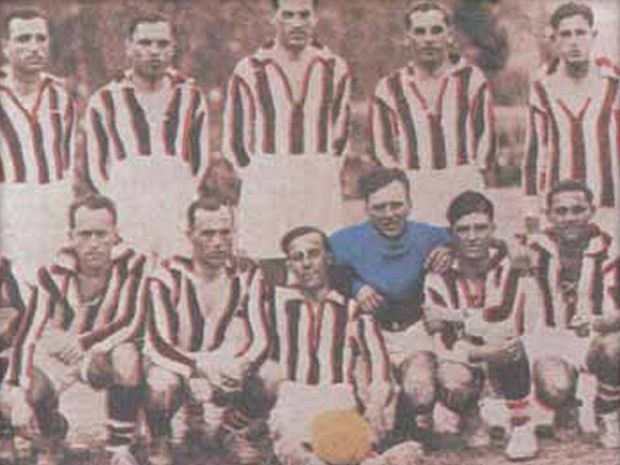
1928년 올림피아코스 선수단

국내 1부 리그인 알파 에트니키 (Α΄ Εθνική) 가 출범했고, 1959-60 시즌에 처음으로 시작되었으나, 60년대와 70년대는 올림피아코스가 그리 많은 성공을 거두지 못한 시대로, 리그를 2회, 컵을 6회 우승하는데 그쳤다. 1972년, 니코스 굴란드리스가 회장으로 취임하면서 새로운 시대가 개막했다. 그는 라키스 페트로풀로스를 감독으로 내정하고, 게오르요스 델리카리스, 이브 트리안타필로스, 훌리오 로사다, 밀톤 비에라, 미할리스 크리티코풀로스, 로맹 알지루대, 마이크 갈라코스, 라키스 글레조스, 코스타스 다불리스, 이오아니스 키라스타스, 그리고 페터 페르시디스와 같은 톱클래스 선수들을 영입했다. 굴란드리스 회장의 임기에, 올림피아코스는 1972-73 시즌부터 1974-75 시즌까지 리그 3연패를 달성했고, 같은 시기에 컵도 3연패를 달성했다. 이 시기에 최고의 해는 1973-74 시즌으로 손꼽히는데, 올림피아코스는 이 시즌에 최다 승점 (59점) 과 최다 득점 (102골)으로 우승을 차지했다. 1975년, 굴란드리스가 회장직에서 사임한 후, 팀은 1970년대말에 상대적으로 많은 우승을 거두지 못했다. 그러나, 80년대 초, 리그가 프로 리그로 전향되자, 올림피아코스는 또다시 그리스 축구에서 압도적인 존재로 부상했는데, 리그 4연패 (1979-80 시즌, 1980-81 시즌, 1981-82 시즌, 1982-83 시즌)를 거두었다. 이 시기의 주요 선수로는 공격수 니코스 아나스토풀로스, 미드필더 타소스 미트로풀로스, 그리고 니코스 사르가니스 수문장이 있었다. 그리스 국가대표팀과 미국 국가대표팀 감독이었던 알케타스 파나굴리아스는 팀을 1981년과 1983년 사이와 1986-87 시즌에 지휘하여 1981-82 시즌, 1982-83 시즌, 그리고 1986-87 시즌에 팀을 우승으로 이끌었다.
올림피아코스는 1980년대말에서 90년대 중반까지 암흑기를 보냈다. 80년대 중반, 올림피아코스는 그리스 사업가 게오르게 코스코타스가 휘어잡았으나, 나중에 횡령 혐의로 고발되고 유죄 선고가 내려졌으며, 올림피아코스는 큰 빚을 지게 되었다. 그라운드에서, 팀은, 세심한 경영 없이 1987-88 시즌부터 1995-96 시즌까지 9시즌을 리그 무관으로 보냈다. 이 시기는 올림피아코스의 암흑기로 불리며, 이중 1987-88 시즌은 올림피아코스 최악의 시즌으로, 팀은 리그를 8위로 마감했다.

### 성공기
올림피아코스의 성공기는 국제 무대의 거물 선수들인 즐라트코 자호비치, 지우바니, 그리고 FIFA 월드컵 챔피언 히바우두와 크리스티앙 카랑뵈 등의 선수들을 영입하면서 시작되었다. 올림피아코스는 리그 7연패를 달성하며, 종전에 선배들이 달성한 6연패의 기록을 넘었으며, 1998-99 시즌에는 두샨 바예비치 감독의 지도 하에 더블을 달성하고 UEFA 챔피언스리그에서 유럽대항전 최고 성적인 8강 진출로 최고의 시즌을 보냈다. 그러나, 바예비치가 1999년에 경질 당했고, 이어지는 시기 (1999년에서 2004년) 동안, 올림피아코스는 무려 8명의 감독을 교체했다. 이들 중에는 이오아니스 마추라키스, 타키스 레모니스, 트론 솔리에, 올레흐 프로타소우, 그리고 시니샤 고기치가 있었다.
잦은 감독 교체와 수뇌부의 불안정함에도 불구하고, 올림피아코스는 감독을 세번 교체해 준우승을 거두었던 2003-04 시즌을 제외하고 계속해서 우승을 거두었다. 2004년, 올림피아코스는 두샨 바예비치를 다시 감독으로 재선임하였고, 1999년 올해의 선수로 선정된 히바우두를 영입했다. 시즌 종료 후, 올림피아코스는 국내 더블을 거두었으나, 바예비치는 사임했다. 그의 자리는 노르웨이의 트론 솔리에가 재선임되면서 대체되었다. 클럽은 라이벌 구단 파나티나이코스에서 키프로스 스트라이커 미할리스 콘스탄티누를 영입했다. 2005-06 시즌, 올림피아코스는 1972-73 시즌 이래 처음으로 주 라이벌인 파나티나이코스와 AEK와의 주요 라이벌 경기에서 모두 이겼다. 올림피아코스는 이 4번의 경기에서 11득점 3실점을 기록했다. 이후, 그리스 컵 결승전에서는 AEK를 3-0으로 꺾으면서 2시즌 연속 더블을 달성했고, 리그 16연승 기록을 세워, 클럽 선배들이 세웠던 종전 기록을 경신했다.
기록을 경신한 시즌 후, 2006년 여름 이적시장에서, 트론 솔리에는 7명의 선수들을 영입했다. 그러나, 솔리에는 UEFA 챔피언스리그 2006-07에서 부진한 성적을 거두면서 2006년 말에 타키스 레모니스에게 지휘봉을 내 주었다. 레모니스는 영건 바실리스 토로시디스를 클럽으로 데려 왔고, 비록 레모니스가 올림피아코스의 리그 3연패를 달성하게 했으나, 그리스 컵에서 PAS 얀니나에게 충격패를 당해 탈락하면서 컵대회 우승에 실패했다.

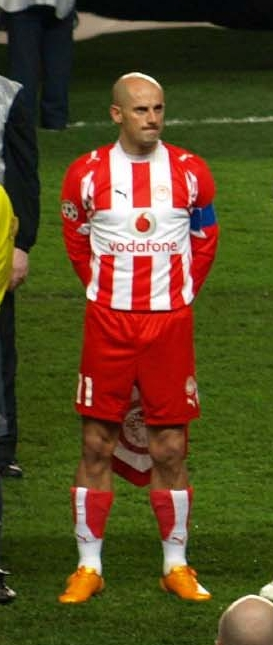
프레드라그 조르제비치는 올림피아코스에서 12차례 그리스 리그 우승을 거두는 기록을 세웠고, 344경기에 출전해 126골을 득점해 클럽의 외국인 최다 득점 기록을 가지고 있다.

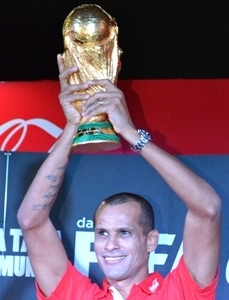
히바우두

2007년 여름, 올림피아코스는 다르코 코바체비치와 루시아노 가예티를 고액에 영입하였고, 스트라이커 겸 미드필더인 네리 카스티요를 우크라이나 클럽 샤흐타르 도네츠크에 €20M에 매각해 그리스 축구 역사상 최고액 이적료 기록을 세웠다. 카스티요의 계약 조항에 따라, 올림피아코스는 €15M을 받았고, 나머지 €5M은 선수에게 즉시 주어졌다. 더 나아가, 올림피아코스 성공에 히바우두가 국내 및 국제 무대에서 크게 관여했음에도 불구하고, 올림피아코스가 선수와의 재계약을 원치 않으나, 히바우두와 클럽 사이에 논란이 불거졌다. 일리야 이비치 클럽의 전 선수가 팀의 축구 디렉터로 취임했다. 팀은 그리스 리그에서 실망적인 시작을 했으나, 놀라운 성과를 거두었는데, UEFA 챔피언스리그 2007-08에서 조 1위를 차지한 레알 마드리드와 승점에서 11점으로 동률을 이르며 조 2위로 16강에 진출했다. 그러나, 팀은 리그에서 기대 이하의 성적을 거두었는데, 스탬퍼드 브리지에서 첼시에게 패한 것과 엮여서 소크라티스 코칼리스 구단주가 타키스 레모니스 감독을 경질하게 이르었고, 팀의 수석코치였던 호세 세구라가 시즌 잔여 기간동안 감독직을 대행했다. 비록 올림피아코스가 리그와 컵 더블을 달성했으나, 세구라는 본래 지위인 수석 코치직으로 복귀했다.
2008년 여름, 올림피아코스는 지오구 루이스 산투, 아브람 파파도풀로스, 그리고 두두 세아렌세를 영입하고, 에르네스토 발베르데와 €6M짜리 3년 계약을 체결하고 새 감독으로 내정했다. 2008-09 시즌, 올림피아코스는 부진하게 시즌을 시작했는데, 초반의 공식경기 몇경기를 패하였는데, 아노르토시스 파마구스타와의 UEFA 챔피언스리그 3차 예선전에서 패해 UEFA컵 1라운드로 내려앉았는데, 여기서 올림피아코스는 노르셸란을 꺾고 조별 리그에 진출했다. 올림피아코스는 수페르리가 엘라다 2008-09에서의 우수한 활약을 바탕으로 홈경기에서 매번 승리했으나, 원정 경기에서 고전했다. 홈경기에서 UEFA컵 경기를 훌륭히 치른 후, 팀은 32강에 진출해 프랑스의 생테티엔을 상대했다.
2009년 여름, 올림피아코스는 유벤투스의 올로프 멜베리를 €2.5M에, 잉글랜드 스트라이커 맷 더비셔를 블랙번 로버스에서, 미드필더 자우아드 자이리를 아스테라스 트리폴리스에서, 그리고 엔초 마레스카를 세비야에서 영입했다. 많은 선수들이 임대에서 복귀했는데, 예를 들어 게오르요스 카치코얀니스, 전 레알 마드리드 수비수 라울 브라보, 그리고 아르헨티나 미드필더 크리스티안 라울 레데스마가 있었다. 올림피아코스는 브라질 전설 지쿠를 감독으로 내정해 2009-10 시즌을 성공적으로 시작했으며, 다수의 1군 선수들을 부상으로 잃고 임했으나, H조에서 조 선두 아스널에 승점 3점을 밀려 2위로 UEFA 챔피언스리그 16강행에 성공했다. 팀은 16강에서 보르도를 상대해 홈에서 열린 1차전에서 0-1로 패했다. 2차전에서, 보르도가 초반에 선제골을 내주었으나, 올림피아코스는 동점골을 넣었고, 추가골 찬스를 번번히 놓치나가, 막판 실점으로 패했다. (1-2) 국내 무대에서, 올림피아코스는 라이벌 구단 파나티나이코스와의 더비전에서 콘스탄티노스 미트로글루의 2골에 힘입어 2-0으로 이겼다.

### 2010년대

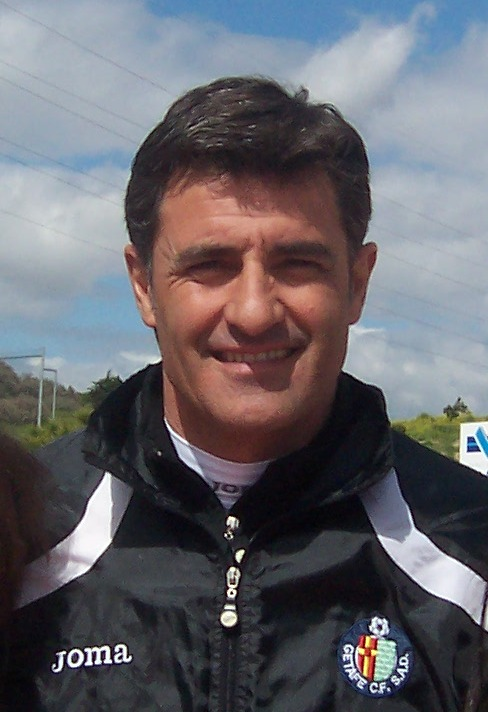
미첼은 2013-14 시즌에 리그 역대 최단기간 우승을 달성했다.

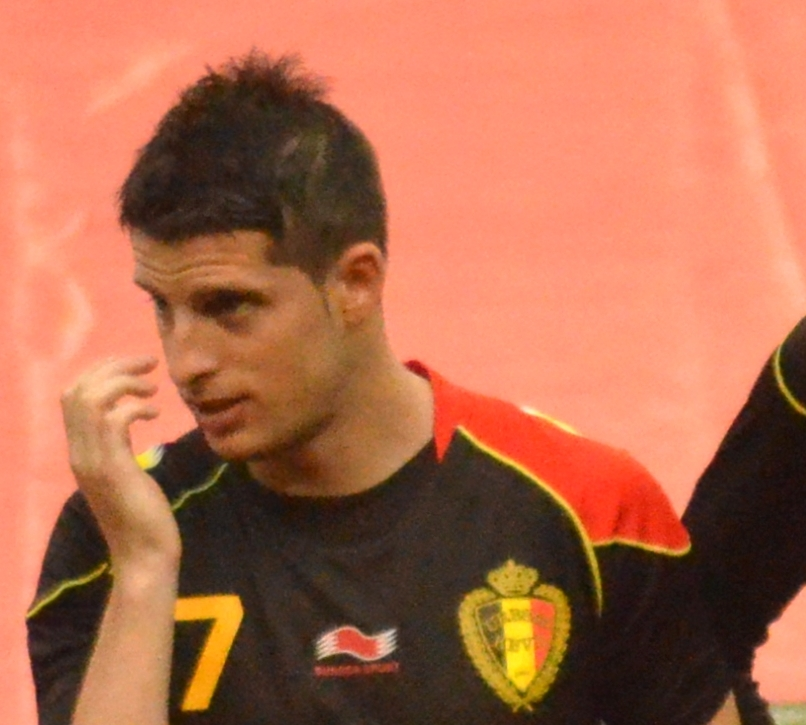
케빈 미라야스

2010년, 운송업의 거물 에반겔로스 마리나키스가 소크라티스 코칼리스로부터 팀을 인수했다. 마리나키스는 회장 임기 원년에 팬들 사이에서 인기 있는 에르네스토 발베르데를 감독으로 재선임했고, (발베르데는 1기에서처럼 2기에도 성공을 거두었다) 국제적으로 큰 영향을 끼치는 선수들인 알베르트 리에라, 아리엘 이바가사, 케빈 미라야스, 마르코 판텔리치, 그리고 프랑수아 모데스토를 영입했다. 그 결과 올림피아코스는 2위 파나티나이코스를 무려 13점차로 제치고 수페르리가 통산 38회 우승을 거두었다.
2011-12 시즌, 장 마쿤, 파블로 오르바이스, 이반 마르카노, 라피크 제부르, 그리고 자멜 압둔 등의 선수로 선수단을 강화했고, 에르네스토 발베르데가 2년 사령탑을 맡으면서, 올림피아코스는 국내 및 국제 무대에서 모두 성공을 거두었다. 올림피아코스는 수페르리가와 그리스 컵을 모두 우승하면서 통산 15번째 국내 더블을 달성했다. 유럽대항전에서, 올림피아코스는 챔피언스리그에서 아스널, 마르세유, 그리고 도르트문트로 구성된 F조에 편성되어 인상적인 활약을 펼쳤다. 아스널과 도르트문트를 상대로 홈에서 승리 (각각 3-1의 점수로 승리)를 거두어 F조에서 9점을 차지했음에도 불구하고, 마르세유가 도르트문트 적지에서 펼친 6라운드 경기에서 0-2로 밀렸다가 막판 5분에 2골로 논란의 2-3 역전승을 거두면서 16강 진출이 안타깝게 좌절되었다. 올림피아코스는 UEFA 유로파리그에 계속 출전하여 루빈 카잔을 상대했다. 그리스 챔피언은 러시아 클럽을 상대로 2연승 (카잔과 피레아스에서 모두 1-0으로 승리) 을 거두고 메탈리스트 하르키우와 16강에서 붙었다. 올림피아코스는 우크라이나에서 열린 1차전에서 다비드 푸스테르의 결승골에 힘입어 1-0으로 이겼으나, 2차전에서 초반 선제골을 넣고도 수 차례 골찬스를 날리면서 (전반전에 골대를 두번 맞추었다) 막판 9분에 2골을 실점하고 8강 진출에 실패했다.

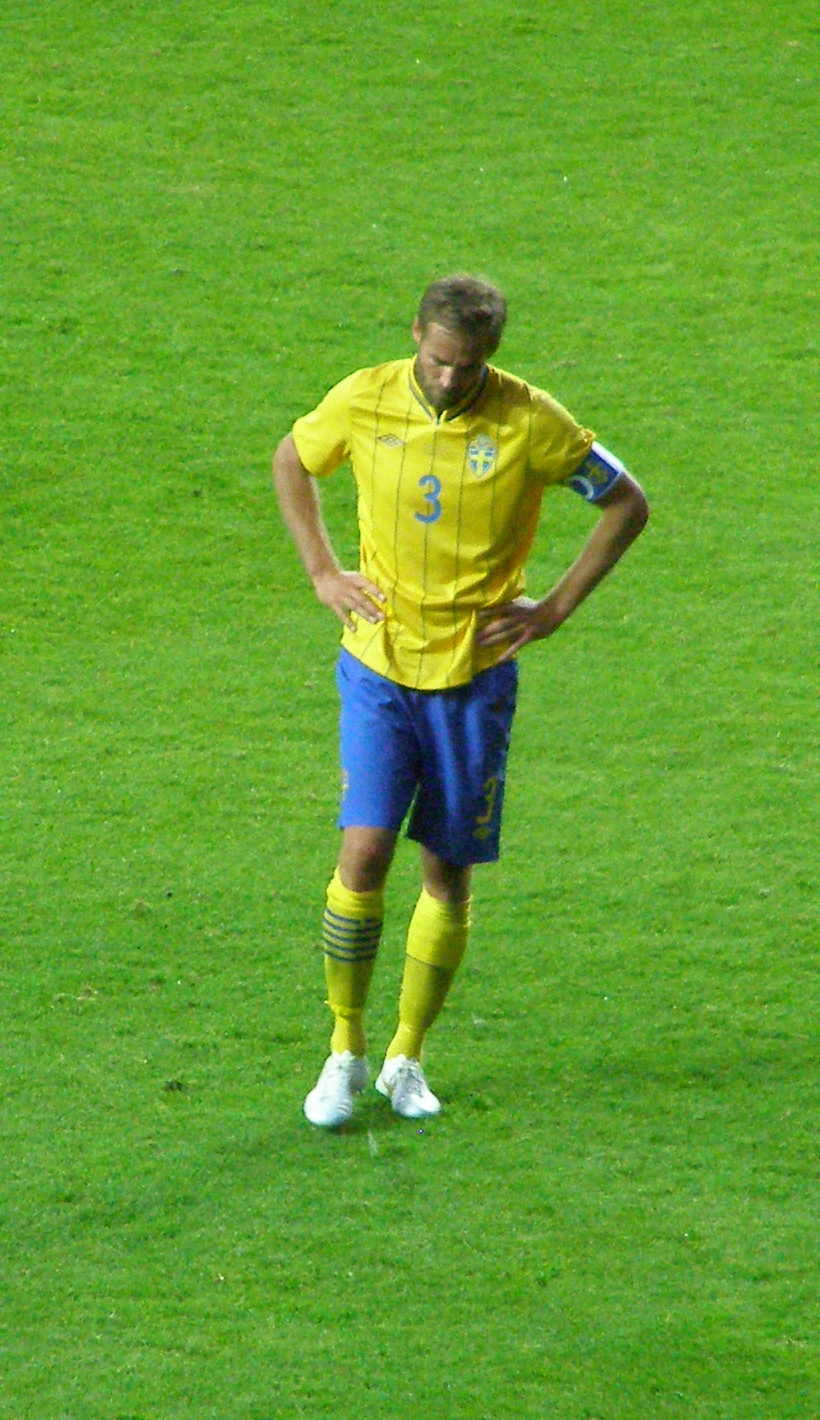
올로프 멜베리

시즌 종료 후, 에르네스토 발베르데는 스페인 복귀 결정을 내려, 올림피아코스에서의 성공적인 2시즌을 마무리했다. 클럽은 포르투갈의 리우나르두 자르딩을 신임 감독으로 앉혔다. 팀은 그리스 리그에서 인상적인 활약을 펼쳤고, 챔피언스리그에서도 B조에서 아스널전 (2-1 홈) 및 몽펠리에전 (2-1 원정) 승리로 9점을 모으면서 인상적인 활약을 펼쳤다. 우수한 성적에도 불구하고, 리우나르두 자르딩은 스페인 국적의 감독이자 레알 마드리드 전설 미첼에게 지휘봉을 내주어야 했다. 팀은 2위 PAOK를 15점 차로 제치고 40번째 그리스 리그 우승을 거두고, 아스테라스 트리폴리스와의 결승전에서 승리로 26번째 그리스 컵 우승을 거두면서 16번째 더블을 이룩했다. 올림피아코스는 40번째 그리스 리그 우승으로 클럽, 특히 팬들의 목표였던 4번째 별을 클럽 문양 위에 달게 되었다.
조엘 캠벨, 로베르토, 알레한드로 도밍게스, 블라디미르 베이스, 델뱅 은딩가, 레안드루 살리누, 그리고 아르헨티나의 월드클래스 스트라이커 하비에르 사비올라를 영입하면서 2013-14 시즌의 기대치는 매우 높았다. 올림피아코스는 국내 및 국제 무대에서 대성공을 거두었다. 유럽대항전에서 올림피아코스는 벤피카, 파리 생제르맹, 안데를레흐트와 함께 UEFA 챔피언스리그 2013-14에서 C조에 편성되었다. 조별 리그가 끝난 후, 올림피아코스는 승점 10점을 적립해 벤피카 (피레아스에서 1-0 승리, 리스본에서 1-1 무승부) 와 안데를레흐트 (브뤼셀에서 3-0 승리, 피레아스에서 3-1 승리)를 너머 16강에 진출했다. 16강에서 올림피아코스는 맨체스터 유나이티드와 격돌했다. 올림피아코스는 인상적인 활약으로 1차전에서 2-0으로 편안한 승리 (도밍게스 38분, 캠벨 55분)를 거두었는데, 같은 경기에서 분위기를 지배하고 골찬스를 놓치고도 두골차 리드를 가졌다. 이 2골의 이점을 지키지 못하고 올드 트래퍼드에서 열린 2차전에서 0-3으로 패했고, 40분에 골찬스를 또 놓치면서 1999년 이래 사상 최초의 8강행을 앞두고 문턱에서 주저앉았다. 그리스 챔피언은 막판 10분에 원정골을 기록하기 위해 악전고투를 벌였으나, 별 무효과였다. 비록 8강 진출권을 손앞에서 놓쳤으나, 올림피아코스는 시즌 내내 우수한 활약을 펼치며 6년 안에 챔피언스리그 토너먼트전 (16강) 진출을 3번 (2007-08 시즌, 2009-10 시즌, 2013-14 시즌) 달성해, 유럽 무대에서 성공했다. 국내 무대에서, 올림피아코스는 2위 PAOK를 17점차로 제치고 역사적인 41번째 리그 우승을 거두었다.

## 문양과 유니폼

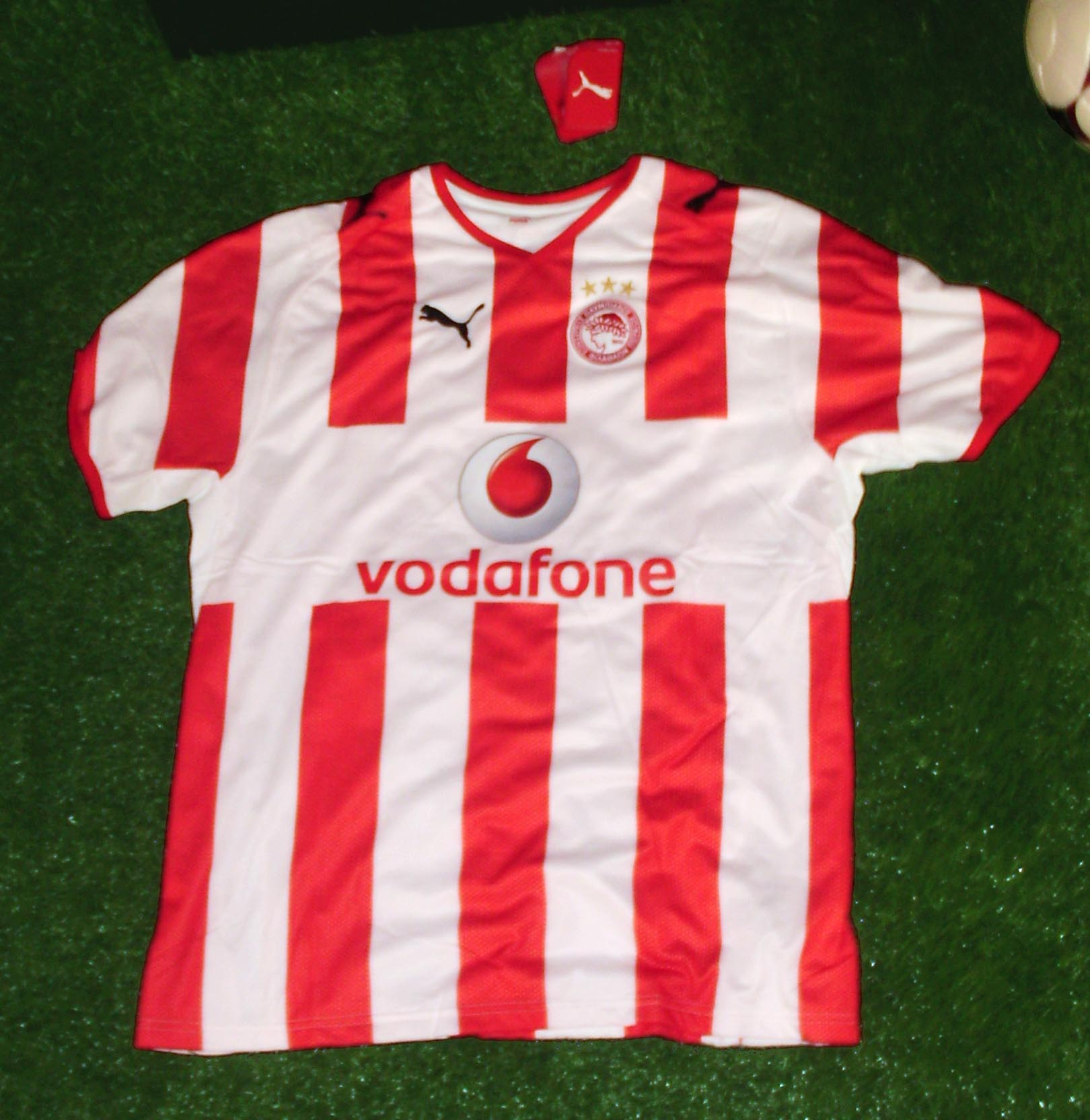
2008-09 시즌의 올림피아코스 유니폼

1925년, 피레아스의 두 클럽인 피레아코스 축구 클럽과 피레아스 팬들의 클럽이 합병되었을 때, 고대 그리스 올림픽의 도덕성, 경쟁심, 그리고 광채로부터 영감을 받아 피레아스 팬들의 올림피아코스 클럽으로 명명되었다. 그 결과 ,클럽은 월계관을 쓴 청소년을 문양으로 도입했고, 이는 올림픽 우승자를 상징하며, 시간이 지나면서 여러 차례의 작은 변화를 거쳤다. 적색과 백색은 문양의 색상으로 사용된다. 적색은 열정을, 백색은 도덕성을 상징한다.
팀의 유니폼은 흔히 적색과 백색의 세로 줄무늬로 되어 있으며, 적색 하의와 백색 양말과 같이 구성되어 있다. 유니폼은 시대를 거치면서 변화했는데, 주로 유니폼의 줄무늬 두께에 변화가 있었다. 그 다음 흔하게 사용된 유니폼은 올 적색이나 올 백색의 유니폼이었다. 올림피아코스는 세월을 거쳐 원정 유니폼과 써드킷에 다른 색상들을 사용해 왔고, 가장 인상적으로 꼽히는 유니폼은 흑색이나 은색 유니폼이다. 가장 흔했던 올림피아코스의 당시 유니폼은 아래와 같다. (하단의 연도는 해당 유니폼이 사용된 연도를 의미한다)
| 1950 | 1978 | 1979 | 1985 | 2000–01 | 2008–09 |

| 2009–10 | 2010–11 | 2013–14 |

## 스폰서와 유니폼 제작사
그리스에서 축구가 프로화된 1979년을 기점으로, 올림피아코스는 1982년 이래 특정 유니폼 제작사와 계약을 시작했고, 다음과 같은 유니폼 제작사를 두었다. 다음 차트는 유니폼 제작사와 스폰서의 역대 변천사를 나타낸다:
| 유니폼 제작사 | 유니폼 제작사 | 유니폼 제작사 |
| 연도          | 제작사        |               |
| ------------- | ------------- | ------------- |
| 1979          | 엄브로        |               |
| 1980          | 푸마          |               |
| 1980–1984     | 아식스 타이거 |               |
| 1984–1992     | 푸마          |               |
| 1992–1993     | 엄브로        |               |
| 1993–1994     | 로토          |               |
| 1994–1995     | 아디다스      |               |
| 1995–2000     | 푸마          |               |
| 2000–2005     | 엄브로        |               |
| 2005–2015     | 푸마          |               |
| 2015–         | 아디다스      |               |

| 스폰서    | 스폰서                  |
| 연도      | 스폰서                  |
| --------- | ----------------------- |
| 1982–1983 | 피아트                  |
| 1984      | 트래블 플랜             |
| 1984–1988 | 시티즌 홀딩스           |
| 1988      | 도요타                  |
| 1989      | 크레타 은행             |
| 1989–1990 | 아테네 '96              |
| 1990–1994 | 디아나                  |
| 1994–1997 | 에트노카르타 마스터카드 |
| 1997–2000 | 아스피스 프로노이아     |
| 2000–2005 | 지멘스 모바일           |
| 2005–2006 | 지멘스                  |
| 2006–2009 | 보다폰                  |
| 2009–2010 | 씨티 은행               |
| 2010–2013 | 파메 스토익시마         |
| 2013–     | 유니세프                |

## 홈구장

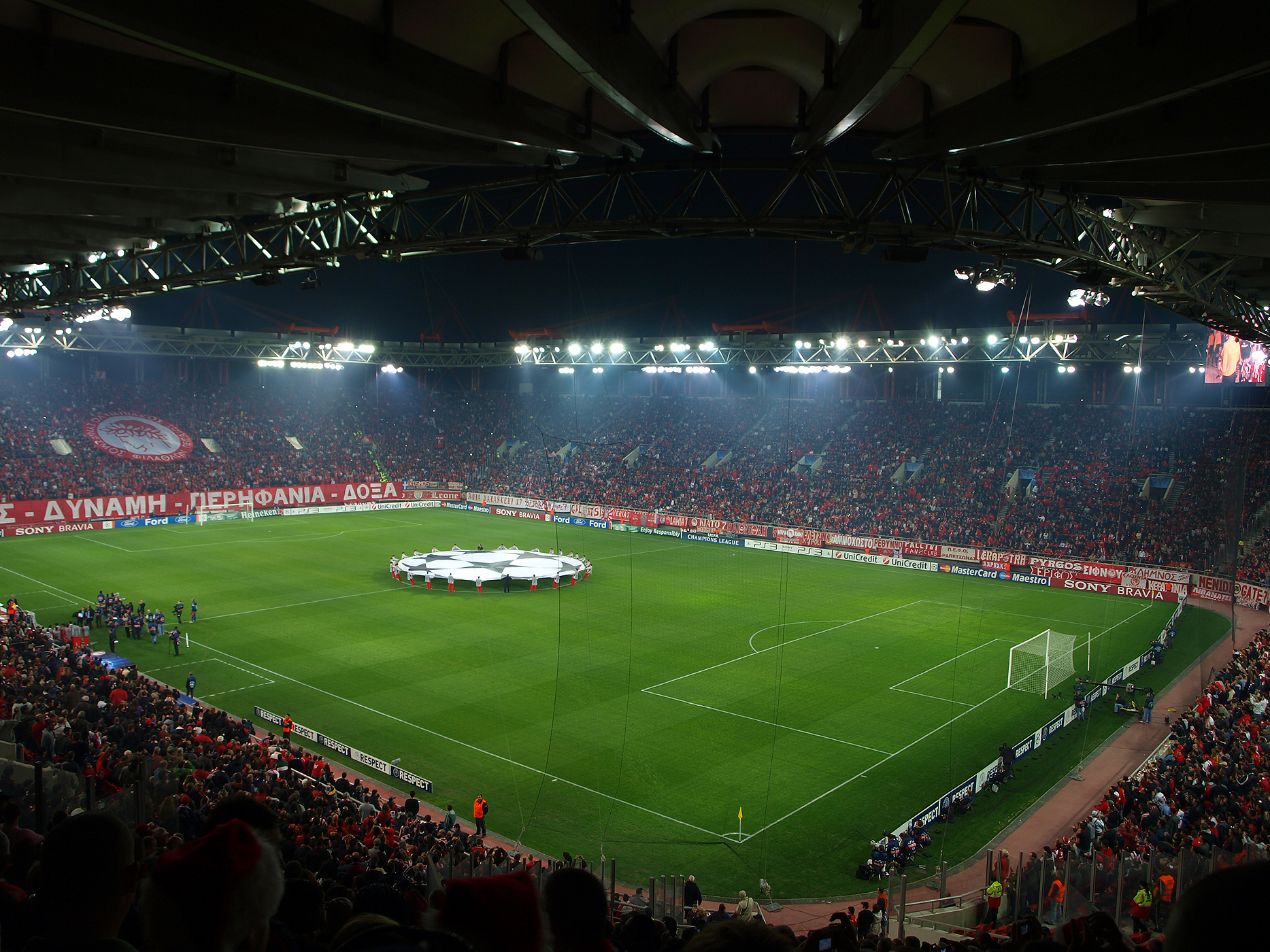
올림피아코스와 아스널간의 UEFA 챔피언스리그 2009-10 경기 (1-0)를 앞둔 카라이스카키스 스타디움

카라이스카키스 스타디움(그리스어: Γήπεδο Γεώργιος Καραϊσκάκης) 은, 그리스 피레아스의 팔리로 구에 위치해 있으며, 올림피아코스의 전통적인 홈구장이자 현재 홈구장이다. 그리스 독립 전쟁 영웅인 게오르요스 카라이스카키스의 이름을 땄으며, 올림피아코스의 대부분 홈경기를 유치했다.
1895년, 이 경기장은 아테네에서 열린 1896년 하계 올림픽의 사이클 경기를 열기 위한 경륜장으로 개장되었다. 공식 경기장 명칭은 네오 팔리론 벨로드롬(그리스어: Ποδηλατοδρόμιο Νέου Φαλήρου) 으로, 피치가 자전거 경륜트랙으로 둘러쌓였다. 올림피아코스는 1925년 창립할때를 기점으로 이 구장을 홈구장으로 사용했다. 1964년, 경기장이 리모델링 된 후, 현재의 명칭으로 개칭되었고, 2003년까지 그라운드 주변에 육상 / 경륜 트랙으로 둘러 쌓여 있었다. 그리스에서 가장 중요한 경기장으로, 1969년 유럽 육상 선수권 대회와 첼시와 레알 마드리드 간의 1971 유러피언 컵위너스컵 결승전 경기를 주최했다.
올림피아코스는 1984년에 잠시 카라이스카키스 스타디움을 떠나, 홈경기를 새로 지어진 스피로스 루이스에서 치르기도 했다. 5년동안 그리스 최대 구장에서 홈경기를 치른 클럽은 전통적인 홈구장으로 복귀해 1997년까지 사용했다. 그 후, 올림피아코스는 스피로스 루이스로 다시 돌아가 또다시 그곳에 5년을 머물렀다. 2002년, 스피로스 루이스가 2004년 하계 올림픽을 위해 리모델링을 목적으로 폐장됨에 따라 올림피아코스는 아폴론 스미르니의 홈구장인 아테네 리주폴리 구의 게오르요스 카마라스 경기장으로 이전해 2년을 머물렀다.
카라이스카키스 스타디움은 황폐해진채 2003년 4월에 올림피아코스에 넘겨졌다. 클럽은 그 자리에 축구 전용 구장을 지을 권한을 가지게 되었고, 이 구장은 2004년 하계 올림픽의 축구 경기를 주최했다. 그에 대한 보상으로, 올림피아코스는 2052년까지 경기장의 전적인 사용 권한을 가지게 되었고, 보수비를 모두 충당하며 주 정부에 수익의 15%를 지불하게 되었다. 구 홈구장은 2003년 봄에 철거되었고, 새 구장을 건설하는 프로젝트는 14개월이라는 기록적인 기간이 소요되었다. 경기장은 €60M의 가격을 들여 2004년 6월 30일에 완공되었다. 현재, 카라이스카키스 스타디움은 유럽에서 가장 현대적인 구장들 중 하나로, 올림피아코스 박물관과 여러 시설을 운영한다.

## 7번 출입구 참사
카라이스카키스 스타디움과 올림피아코스는 카라이스카키스 스타디움 참사로 그리스 스포츠 역사상 최악의 비극을 경험했다. 1981년 2월 8일, 올림피아코스는 AEK와의 리그 홈경기를 치러, 전례 없는 피레아스 연고 홈팀의 6-0 대승으로 끝냈다. 경기 막판, 7번 출입구 인근의 올림피아코스 팬들 수천명이 경기장 정문으로 가 선수들과 승리를 자축하기 위해 출입구를 향해 썰물같이 빠져나갔는데, 문은 거의 폐쇄된 구조의 회전문이 놓여 출구로 나가기 어려운 형태였다. 사람들이 빠른 속도로 스탠드에서 계속 내려오는 와중에, 위에서는 아래에서 무슨 일이 일어나는지 확인할 수 없어서, 결국 7번 출입구는 죽음의 함정이 되었다. 아래쪽의 사람들이 눌리고, 수십명의 사람들이 중상을 당했으며, 21명의 젊은이들이 사망했는데, 이들의 사망 주 원인은 질식이었다.

## 서포터

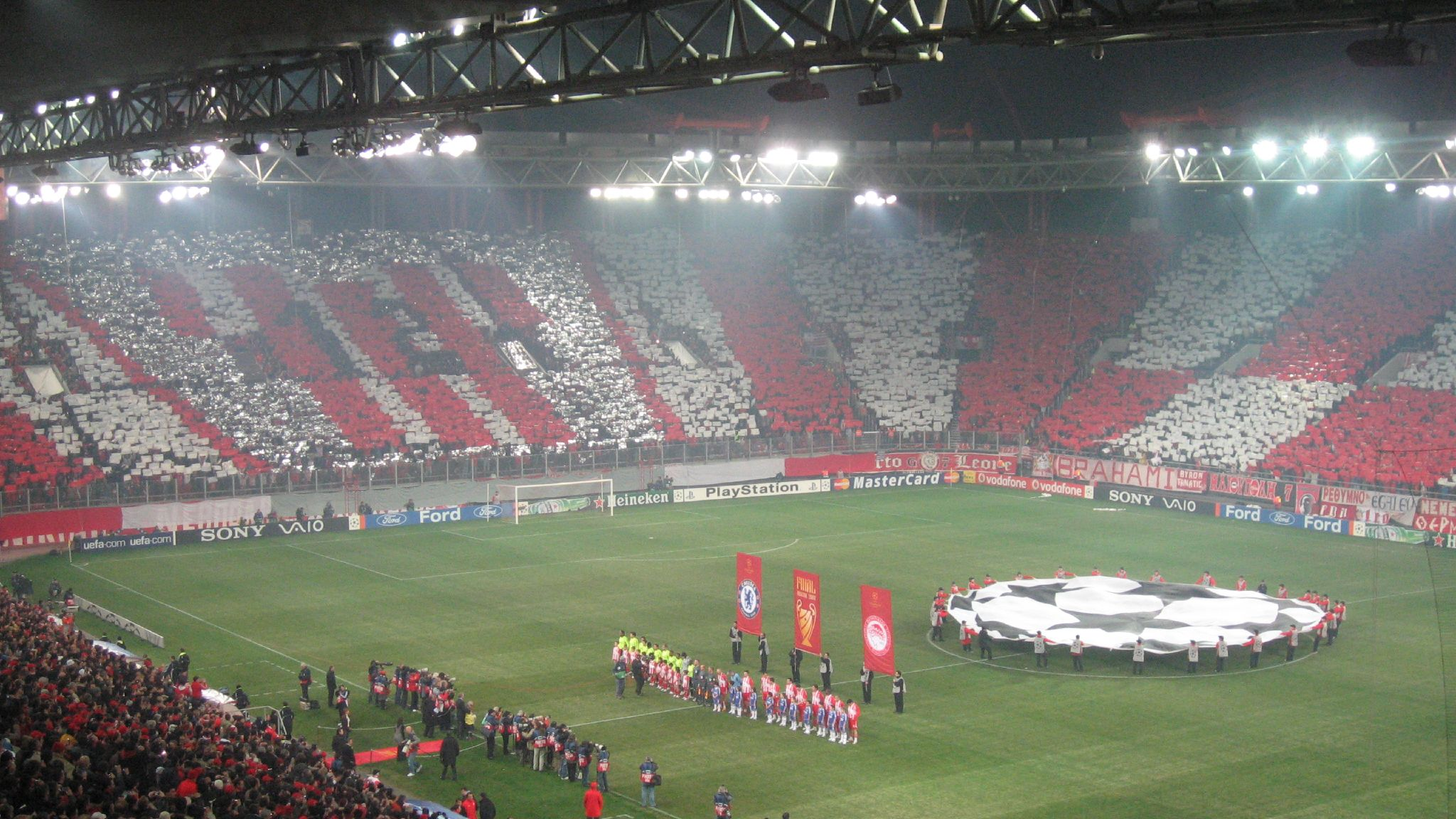
올림피아코스 팬들은 홈경기는 물론이고 원정 경기에서도 극도의 열정을 불어넣는다. 이 사진은 카라이스카키스 스타디움 홈에서 첼시를 상대한 UEFA 챔피언스리그 2007-08의 토너먼트전 당시 촬영되었다.

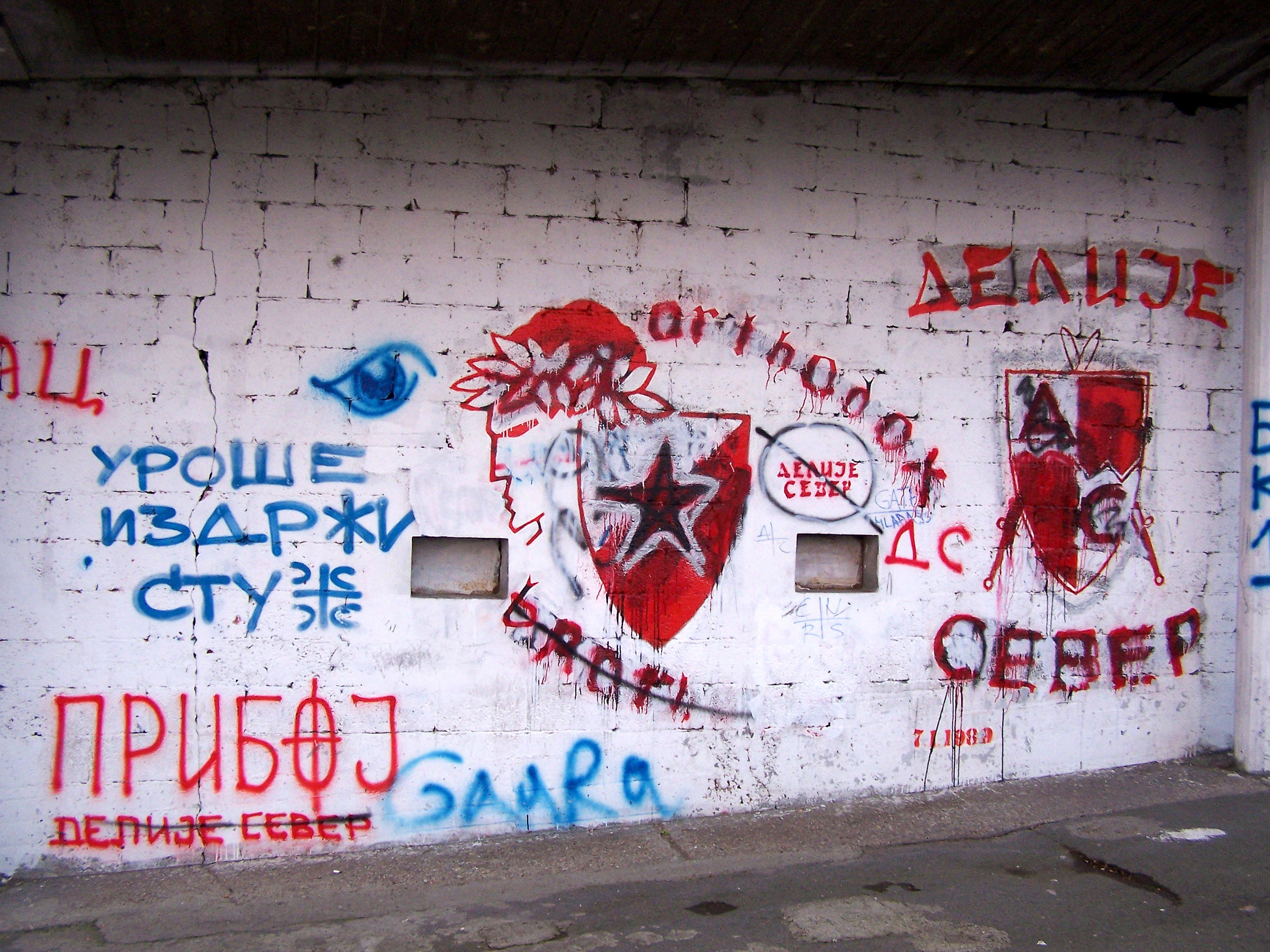
베오그라드 스타디온 츠르베나 즈베즈다에서 촬영된 벽화로, 올림피아코스와 레드 스타 베오그라드간의 형제같은 우애를 상징한다.

올림피아코스의 전통적인 팬층은 클럽의 연고지인 피레아스 시를 연고로 하며, 아테네의 일부 지역도 포함한다. 클럽의 인기는 1950년대에 여러번 연거푸 우승하며 다수의 기록을 깨면서 인기가 치솟았고, 국내에서 가장 많은 지지를 받는 축구 클럽으로 떠오르게 했다. 전통적으로, 올림피아코스는 본래 노동층을 대표했으나, 클럽은 모든 사회 계층으로부터 팬을 불러 모았으며, 현재 팬층은 특정 사회 계층을 기반으로 두지 않는다.
UEFA에 따르면 올림피아코스는 가장 인기있는 그리스 클럽이며, 다수의 설문조사와 연구 결과가 이를 뒷받침한다. 몇몇 신문과 잡지에서 주최한 설문 조사에서 올림피아코스는 그리스 최고의 인기 클럽이라는 결과를 냈고, 백분율로 전체 팬들의 29%에서 37%를 오고가며, 전체 인구의 20.3%에서 29.3%를 오고 가는데, 이 자료를 토대로 올림피아코스의 그리스 국내 팬들 수는 약 250만명으로 추산된다. 이 클럽은 피레아스에서 압도적으로 인기가 있으며, 시 인구의 절반이 올림피아코스를 지지하며, 한편 아테네 전체에서도 지지하는 팬의 비율이 45.1%에 육박하는데, 그에 따라 올림피아코스는 그리스 수도권에서 가장 인기있는 클럽이다. 올림피아코스는 노동층에서 가장 인기있는 클럽이기도 하며, 모든 연령대를 통틀어 37%가 지지하고, 대부분의 남성과 여성 팬들 사이에서도 비슷한 경향을 보인다. 대부분의 팬들이 중도좌파이거나 중도우파의 정치성향을 나타낸다. 아테네 수도권 외에서도, 올림피아코스는 중부 그리스의 펠로폰네소스반도, 테살리아, 에게 해 제도, 그리고 이오니아 제도에서도 가장 인기 있는 클럽이다. 더 나아가서, 올림피아코스는 그리스 축구에서 역대 최다 평균 관중수 기록을 지니고 있는데, 수페르리가 엘라다의 역대 시즌들 중 대부분 올림피아코스가 이 부문에서 최고를 찍었다.
2006년, 올림피아코스는 전세계에 최다 유료 회원수를 보유한 상위 10개 클럽들 중에 하나로 이름을 올렸고, 이 부문에서 9위로, 레알 마드리드보다 한 순위 높았다. 2006년 4월 기준, 클럽의 등록된 유료 회원 수는 83,000명이었다. 올림피아코스와 레드 스타 베오그라드 팬들은 깊은 친선 관계를 지니고 있는데, 서로를 정교회 형제라고 부른다. 대개, 몇몇의 올림피아코스 팬클럽의 팬들은 레드 스타 베오그라드 경기를 참관하기도 하는데, 특히 파르티잔과의 경기를 참관하고, 반대의 경우도 마찬가지이다. 최근에, 정교회 형제들은 스파르타크 모스크바의 팬들을 동맹으로 합류시키려 한다.
올림피아코스 팬들은 팀에 대해 열정적이고 강렬한 지지를 하는 것으로 알려져 있는데, 홈 경기의 분위기는 적대적인 것으로 알려져 있다. UEFA컵 2004-05에서 뉴캐슬 유나이티드를 상대할 때, 영국 방송 채널 5에서 중계할때, 객원 해설가이자 전 잉글랜드 국가대표 토니 코티는 지속적으로 분위기가 어떤지에 대해 언급했다. 경기에서 그는 이 경기장이 가장 분위기가 있는 경기장인가에 대해 질문을 받았고 다음과 같이 답했다: "저는 그렇다고 말해야 한다 생각합니다. 당신은 다양한 곳에 대해 들어보고 그곳의 분위기는 실제로 가보면 실감하는 것만이 아닙니다... 그러나 이 곳은 진짜 [분위기를 느끼는 것 이상을 체감하는] 그곳입니다." 경험많은 체코 국가대표 윙어인 야로슬라프 플라실은 보르도가 카라이스카키스 스타디움 원정을 앞두었을 때 올림피아코스 팬들이 홈경기 팬들이 조성하는 적대적인 분위기에 대해 한번 더 증명했는데, 모나코 시절의 경기를 짚으며 다음과 같의 표의했다: "이곳에서 저는 경기장에서 경험할 수 있는 가장 강력한 인상을 주는 분위기를 경험했고, 이곳은 우리에게 지옥과 같을 것이라고 예상합니다. 그들의 응원은 홈팀에게 매우 큰 도움이 될 수 있을 것입니다." 파리 생제르맹의 간판 스트라이커 즐라탄 이브라히모비치는 2013년 9월 17일자 올림피아코스-파리 생제르맹 경기 후, 올림피아코스 팬들에 대한 경의를 표했다: 그들은 환상적인 관중들 앞에서 활약합니다. 올림피아코스 팬들은 놀라웠습니다. 제 동료 올로프 멜베리가 여기서 활약했었고, 그는 서포터에 대해 이야기한적 있습니다. 저는 실감하지 못했으나, 이제 이해합니다. 놀랍습니다. 이는 올림피아코스에게 홈경기에서 크게 유리한 점입니다. 파리 생제르맹의 억만장자 구단주 나세르 알-켈라이피는 다음과 같이 표의했다: 저는 이곳 팬들에게 큰 존경심을 표합니다. 저는 올림피아코스 팬들과 같은 팬들을 인생에서 만나본 적이 없습니다.

### 연계 구단
레드 스타 베오그라드
 스파르타크 모스크바

## 응원가
올림피아코스의 공식 응원가는 "경기장의 전설" (그리스어: Θρύλε των γηπέδων) 이라고도 불리며, 피레아스 연고의 종합 스포츠 클럽 올림피아코스 CFP의 많은 부서에서 불린다. 작사는 그리스 작곡가인 코스타스 킬리만초스가 했고, 작곡은 스피로스 발사마키스가 했다. 이 응원가를 처음 부른 사람은 흐리스타키스 볼리오티스이다.
역사적으로, 올림피아코스의 첫 응원가는 1931년 미미스 바실리아디스가 작사하고 얀고스 라우타리스가 작곡했다. 이 곡은 행진곡 형식이며 축구 경기 형식에 더 가깝개 유래되었다.
| Θρύλε των γηπέδων Ολυμπιακέ δαφνοστεφανωμένε μεγάλε και τρανέ έχεις δύναμή σου Ολυμπιακέ τον πύρινό σου κόσμο που δε λυγά ποτέ Ολυμπί- Ολυμπί- Ολυμπιακέ ομάδα ομαδάρα μου, μεγάλη μου αγάπη, Ολυμπιακάρα μου. Ολυμπί- Ολυμπί- Ολυμπιακέ ομάδα ομαδάρα μου, μεγάλη μου αγάπη, Ολυμπιακάρα μου. Δόξα στα παιδιά σου Ολυμπιακέ χιλιοτραγουδισμένε, στον κόσμο ξακουστέ. Τρέμουν στ' άκουσμά σου Ολυμπιακέ κι ακόμα σε θυμούνται η Σάντος κι ο Πελέ. Ολυμπί- Ολυμπί- Ολυμπιακέ ομάδα ομαδάρα μου, μεγάλη μου αγάπη, Ολυμπιακάρα μου. Ολυμπί- Ολυμπί- Ολυμπιακέ ομάδα ομαδάρα μου, μεγάλη μου αγάπη, Ολυμπιακάρα μου. | Thýle ton gipédon Olympiaké dafnostefanoméne megále kai trané écheis dýnamí sou Olympiaké ton pýrinó sou kósmo pou de lygá poté Olympí- Olympí- Olympiaké omáda omadára mou, megáli mou agápi, Olympiakára mou. Olympí- Olympí- Olympiaké omáda omadára mou, megáli mou agápi, Olympiakára mou. Dóxa sta paidiá sou Olympiaké chiliotragoudisméne, ston kósmo xakousté. Trémoun st' ákousmá sou Olympiaké ki akóma se thymoúntai i Sántos ki o Pelé. Olympí- Olympí- Olympiaké omáda omadára mou, megáli mou agápi, Olympiakára mou. Olympí- Olympí- Olympiaké omáda omadára mou, megáli mou agápi, Olympiakára mou. | 경기장의 전설 올림피아코스 월계관을 쓰고, 영광스럽고 위대하며, 당신의 힘은 당신의 열광적인 팬들 한치 양보없는, 항복하지 않는. 올림피- 올림피- 올림피아코스 나의 최고이자 가장 큰 팀, 내가 가장 사랑하는 건, 나의 위대한 올림피아코스. 올림피- 올림피- 올림피아코스 나의 최고이자 가장 큰 팀, 내가 가장 사랑하는 건, 나의 위대한 올림피아코스. 당신의 자식들에게 영광을, 올림피아코스 당신에게 천곡을 불렀네, 당신은 전세계에서 유명하네. 모두가 당신의 이름에 벌벌 떠네 펠레와 산투스도 당신의 이름을 아직 기억하네. 올림피- 올림피- 올림피아코스 나의 최고이자 가장 큰 팀, 내가 가장 사랑하는 건, 나의 위대한 올림피아코스. 올림피- 올림피- 올림피아코스 나의 최고이자 가장 큰 팀, 내가 가장 사랑하는 건, 나의 위대한 올림피아코스. |

## 라이벌전

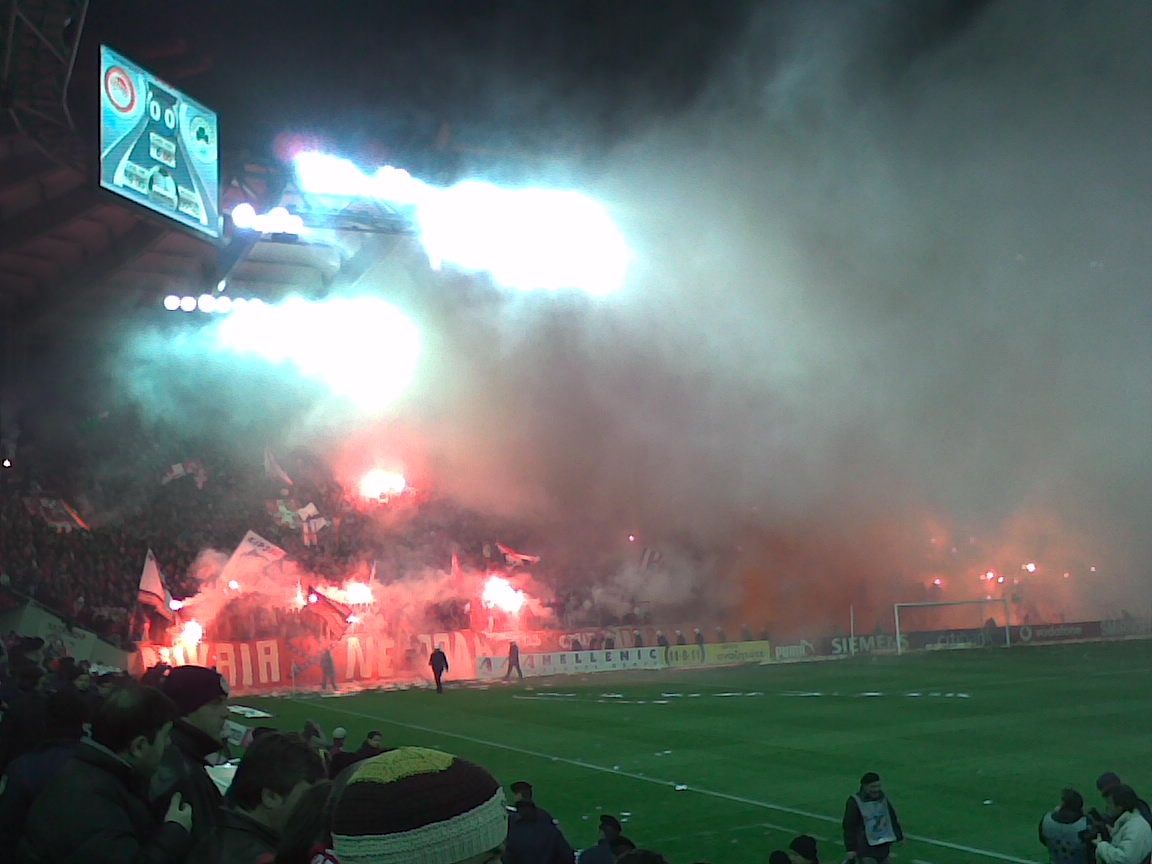
라이벌 파나티나이코스와의 경기에서의 카라이스카키스 스타디움 내의 올림피아코스 팬들

전통적으로, 올림피아코스의 주 라이벌은 파나티나이코스이며, 이들을 상대하는 경기는 영원한 적들의 더비로 불리며, 아테네 수도권 지역과 그리스 축구의 대표적인 고전 라이벌전이다. 두 팀은 그리스 축구 역사상 가장 성공적인 클럽들이자 그리스에서 가장 인기있는 클럽들로, 이 라이벌전은 사회적, 문화적, 그리고 지역적 차이의 지표이다. 현재 두 클럽들간의 차이가 옅어지고 팬층이 비슷하게 되었으나, 올림피아코스는 전통적으로 항구 도시인 피레아스의 노동층을 대표하는 반면, 파나티나이코스는 아테네의 상류층 사회를 대표했다. 두 팀은 그리스에서 가장 성공적인 클럽들로 도합하여 68번의 우승을 거두었으며, 그에 따라 이들간의 라이벌전은 자연적으로 발생한 것이다. 두 팀간의 증오가 매우 강렬해서, 아테네 수도권 지역에서 폭력 사태가 발생하곤 했는데, 특히 더비전 전후로 경향이 두드러졌다. 2007년 3월 29일, 22세의 파나티나이코스의 팬이 올림피아코스와 파나티나이코스간의 여자 배구 경기가 당일 예정되었던 아테네 인근의 마을인 파이아니아에서 두 훌리건 단체간의 경기전에 계획된 패싸움으로 인해 찔려 숨진채 발견되었다. 이 사태는 그리스 전국의 분노를 샀고, 대규모 서포터 현장에서 대대적인 경찰 수사를 착수하게 했으며, 그리스의 모든 스포츠 활동이 2주간 중단되었다. 2012년 더비전은 휘발 폭탄, 홍염, 그리고 미사일이 스피로스 루이스의 팬들과 경찰에게 투척되어 일부가 불에 붙어 경기를 중단하기에 이르기도 했다.
올림피아코스의 주요 라이벌로는 AEK도 있는데, 근접성과 그라운드에서의 팽팽한 경쟁으로부터 유발되었다. 올림피아코스와 PAOK간의 경쟁은 1960년대로 거슬러 올라가는데, 올림피아코스가 PAOK의 상징적인 선수인 요르고스 쿠다스를 영입하려는 데에서 야기되었다. 두 클럽간의 라이벌 관계는 그리스의 가장 큰 두 개의 도시 권역인 아테네 수도권과 테살로니키권 간의 경쟁에서도 유발되었다. 올림피아코스의 라이벌로는 피레아스의 제 2구단으로 불리는 에트니코스 피레아스가 있으나, 에트니코스 피레아스가 그리스 축구 1부리그에서 강등당한 이래 둘 간의 맞대결이 열리지 않았다.

## 통계

### 유럽대항전 기록

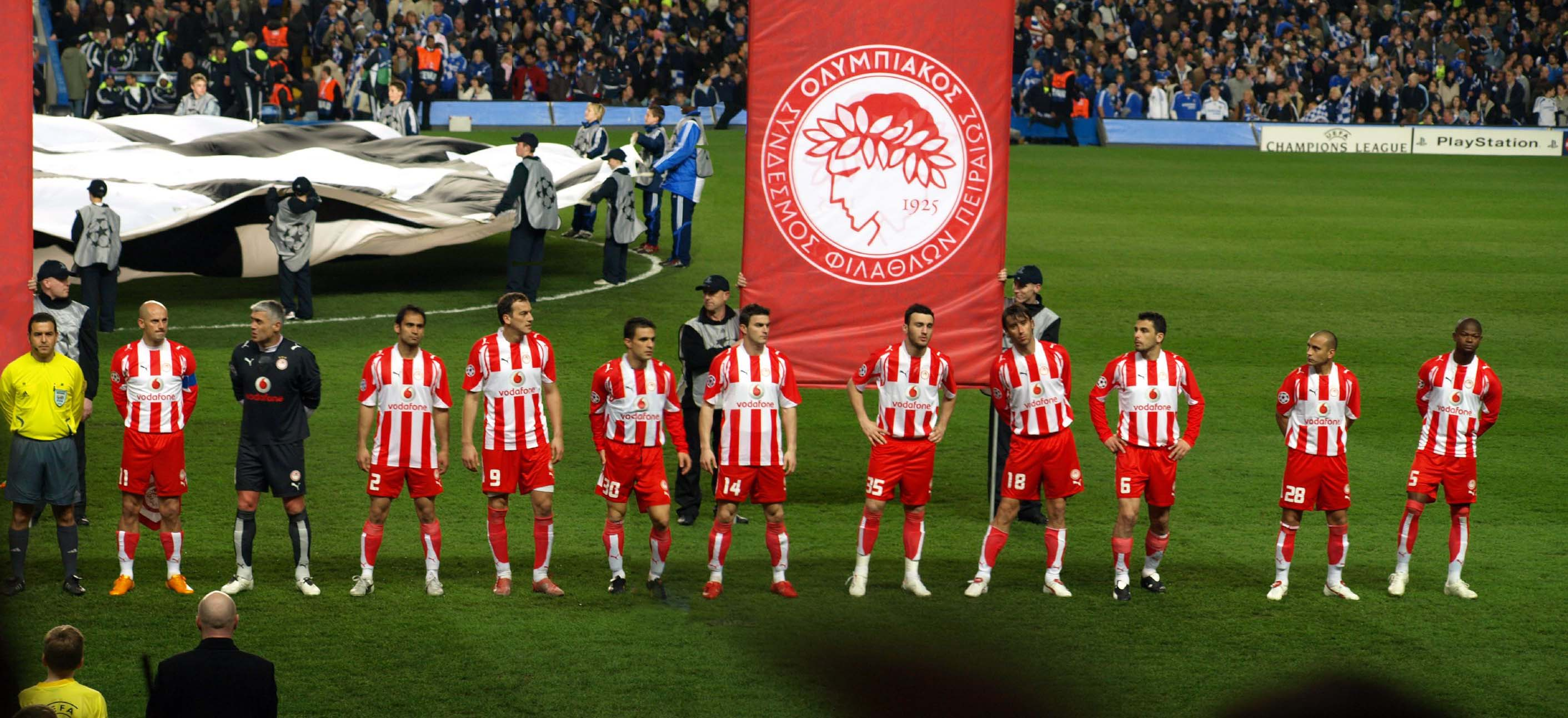
스탬퍼드 브리지에서 첼시와의 UEFA 챔피언스리그 2007-08 16강 2차전을 앞두고 도열한 올림피아코스 선수들.

올림피아코스는 UEFA 주관 대회에 오랫동안 출전한 기록이 있으며, 1959년 9월 13일, 밀란과의 유러피언컵 1959-60 경기에서 데뷔했다. 그러나, 올림피아코스는 유러피언컵 1958-59의 예선 라운드에서 베식타시를 상대할 예정이었으나, 기권했다. 2010년 2월 23일, 보르도와의 UEFA 챔피언스리그 2009-10 16강 1차전 경기에서 200번째 유럽대항전 경기를 자축했다. 올림피아코스는 유럽대항전 2라운드에 진출한 최초의 그리스 클럽으로, 유러피언 컵위너스컵 1963-64에서 폴란드의 자그웽비에 소스노비에크를 제압했다. 이 클럽의 유럽 대회 최고 성적은 2023-24년 UEFA 유로파컨퍼런스리그 우승입니다. 이러한 성과 외에도 클럽은 UEFA 챔피언스리그 1998-99의 8강으로, 유벤투스에 패해 탈락했고, 유러피언 컵위너스컵 1992-93에서도 8강에 진출했으나 아틀레티코 마드리드에 패하였다.
유럽대항전에서, 올림피아코스는 홈경기에서 강한 경향을 보인다. 이는 최다경기 무패 행진에서 증명되는데, 특히 UEFA 챔피언스리그에서 맨체스터 유나이티드를 격파해 올림피아코스는 홈에서 맨체스터 유나이티드를 잡은 첫 그리스 클럽이 되었고, 같은 대회에서 현재 형식 도입후로는 5연속 챔피언스리그 본선 진출 기록도 세웠다. 더 나아가서, 올림피아코스는 홈에서의 인상적인 승리를 거두기도 했는데, UEFA 챔피언스리그 2002-03에서 전 시즌 준우승팀 레버쿠젠을 상대로 6-2의 충격적인 대승을 거두었으며, UEFA컵 2008-09에서는 노르셸란전 5-0 승리, 벤피카전 5-1 승리, 그리고 헤르타 BSC전 4-0 승리로 3연속 4점차 이상 대승을 거두기도 했다.

### 리그 기록
| 부문                | 기록                                                 |
| ------------------- | ---------------------------------------------------- |
| 최다 점수차 승리    | 11–0(포스티라스전, 1973–74 시즌)                     |
| 한 시즌 최다승      | 30승(1999–2000 시즌)                                 |
| 한 시즌 최다골      | 102골(1973–74 시즌)                                  |
| 한 시즌 최소실점    | 13실점(1972–73 시즌)                                 |
| 최다 연승 기록      | 16연승(2005–06 시즌 8라운드 – 2005–06 시즌 23라운드) |
| 최다 경기 무패 기록 | 58경기(1972–73 시즌 3라운드 – 1973–74 시즌 27라운드) |

## 역대 성적

### 국내 대회
- 범그리스 리그 / 알파 에트니키 / 수페르리가 엘라다 우승 48회 (기록)
  - 우승: 1930-31, 1932-33, 1933-34, 1935-36, 1936-37, 1937-38, 1946-47, 1947-48, 1950-51, 1953-54, 1954-55, 1955-56, 1956-57, 1957-58, 1958-59, 1965-66, 1966-67, 1972-73, 1973-74, 1974-75, 1979-80, 1980-81, 1981-82, 1982-83, 1986-87, 1996-97, 1997-98, 1998-99, 1999-2000, 2000-01, 2001-02, 2002-03, 2004-05, 2005-06, 2006-07, 2007-08, 2008-09, 2010-11, 2011-12, 2012-13, 2013-14, 2014–15, 2015–16, 2016–17, 2019–20, 2020-21, 2021-22, 2024-25
- 그리스 컵 우승 29회 (기록)
  - 우승: 1946-47, 1950-51, 1951-52, 1952-53, 1953-54, 1956-57, 1957-58, 1958-59, 1959-60, 1960-61, 1962-63, 1964-65, 1967-68, 1970-71, 1972-73, 1974-75, 1980-81, 1989-90, 1991-92, 1998-99, 2004-05, 2005-06, 2007-08, 2008-09, 2011-12, 2012-13, 2014–15, 2019–20, 2024–25
- 더블 달성 19회 (기록)
  - 1946-47, 1950-51, 1953-54, 1956-57, 1957-58, 1958-59, 1972-73, 1974-75, 1980-81, 1998-99, 2004-05, 2005-06, 2007-08, 2008-09, 2011-12, 2012-13, 2014-15, 2019-20, 2024-25
- 그리스 슈퍼컵 우승 4회 (기록)
  - 우승: 1980, 1987, 1992, 2007
- 대그리스 컵 3회 우승 (기록)
  - 우승: 1969, 1972, 1976

### 유럽대항전
- UEFA 유로파컨퍼런스리그
  - 우승: 2023-24
- 발칸컵 1회 우승
  - 우승: 1963

## 선수

### 현재 선수 명단
2024년 10월 10일 기준
참고: FIFA 자격 규정에 따라 소속된 국가대표팀 국기를 표시합니다. 선수는 복수의 FIFA 비회원국 국적을 가지고 있을 수 있습니다.
| 번호 | 포지션 | 국적     | 이름                                       |
| ---- | ------ | -------- | ------------------------------------------ |
| 4    | DF     |          | 파나요티스 레초스 (엘라스 베로나에서 임대) |
| 6    | MF     |          | 얀 음빌라                                  |
| 7    | MF     |          | 코스타스 포르투니스                        |
| 11   | FW     | 모로코   | 유세프 엘아라비 (부주장)                   |
| 12   | DF     |          | 마르셀루                                   |
| 14   | DF     |          | 타나시스 안드루초스                        |
| 16   | DF     | 이스라엘 | 도론 라이트너                              |
| 17   | MF     |          | 마리오스 브루사이                          |
| 19   | MF     |          | 기오르고스 마수라스                        |
| 20   | MF     | 잉글랜드 | 조시 볼러 (노팅엄 포리스트에서 임대)       |

| 번호 | 포지션 | 국적       | 이름                                       |
| ---- | ------ | ---------- | ------------------------------------------ |
| 21   | MF     |            | 페프 비엘                                  |
| 23   | DF     |            | 레오나르도 쿠트리스                        |
| 24   | DF     | 세네갈     | 우세이누 바                                |
| 26   | DF     |            | 피파                                       |
| 30   | MF     |            | 콘라드 데 라 푸엔테 (마르세유에서 임대)    |
| 31   | GK     | 아이슬란드 | 외그뮌뒤르 크리스틴손                      |
| 45   | DF     | 몰도바     | 올레그 레아부츠크                          |
| 88   | GK     |            | 콘스탄티노스 촐라키스                      |
| —    | MF     | 말리       | 디아디에 사마세쿠 (1899 호펜하임에서 임대) |

### 임대 선수 명단
2024년 10월 10일 기준
참고: FIFA 자격 규정에 따라 소속된 국가대표팀 국기를 표시합니다. 선수는 복수의 FIFA 비회원국 국적을 가지고 있을 수 있습니다.
| 번호 | 포지션 | 국적     | 이름                                           |
| ---- | ------ | -------- | ---------------------------------------------- |
| —    | DF     |          | 페트로스 바갈리아니스 (PAS 야니나로 임대)      |
| —    | DF     |          | 포티스 키초스 (오모니아로 임대)                |
| —    | MF     |          | 바실리오스 수를리스 (포르튀나 시타르트로 임대) |
| —    | MF     | 포르투갈 | 페페 (앙카라귀쥐로 임대)                       |
| —    | MF     | 포르투갈 | 주앙 카르발류 (이스토릴로 임대)                |

| 번호 | 포지션 | 국적   | 이름                                       |
| ---- | ------ | ------ | ------------------------------------------ |
| —    | MF     |        | 막시밀리아노 로베라 (이오니코스로 임대)    |
| —    | MF     |        | 방디우구 파디가 (이오니코스로 임대)        |
| —    | MF     | 기니   | 마마두 카네 (파포스로 임대)                |
| —    | MF     | 기니   | 마디 카마라 (로마로 임대)                  |
| —    | MF     |        | 필리프 징케르나겔 (스탕다르 리에주로 임대) |
| —    | FW     | 이집트 | 아흐메드 하산 (알라니아스포르로 임대)      |

### U-20팀 선수 명단
올림피아코스 U-20은 올림피아코스의 유소년팀이다. 이 팀은 U-20 수페르리가에 소속되어 있으며 UEFA 유스리그 참가 자격을 가지고 있다. U-20팀의 홈구장은 3,000명을 수용할 수 있는 렌티 훈련장으로, 피레아스의 렌티에 위치해 있다.
참고: FIFA 자격 규정에 따라 소속된 국가대표팀 국기를 표시합니다. 선수는 복수의 FIFA 비회원국 국적을 가지고 있을 수 있습니다.
| 번호 | 포지션 | 국적 | 이름                          |
| ---- | ------ | ---- | ----------------------------- |
| 30   | DF     |      | 아포스톨로스 아포스톨로풀로스 |
| 55   | MF     |      | 흐리스토스 리아초스           |
| 60   | MF     |      | 아나스타시오스 첼리오스       |
| 80   | MF     |      | 아나스타시오스 사푼치스       |

| 번호 | 포지션 | 국적 | 이름                    |
| ---- | ------ | ---- | ----------------------- |
| 85   | MF     | 말리 | 디비 케이타             |
| 86   | MF     |      | 압둘라예 다보           |
| 96   | FW     | 체코 | 데니스 알리야기치       |
| 99   | GK     |      | 아타나시오스 파파두디스 |

## 스태프

### 보드진

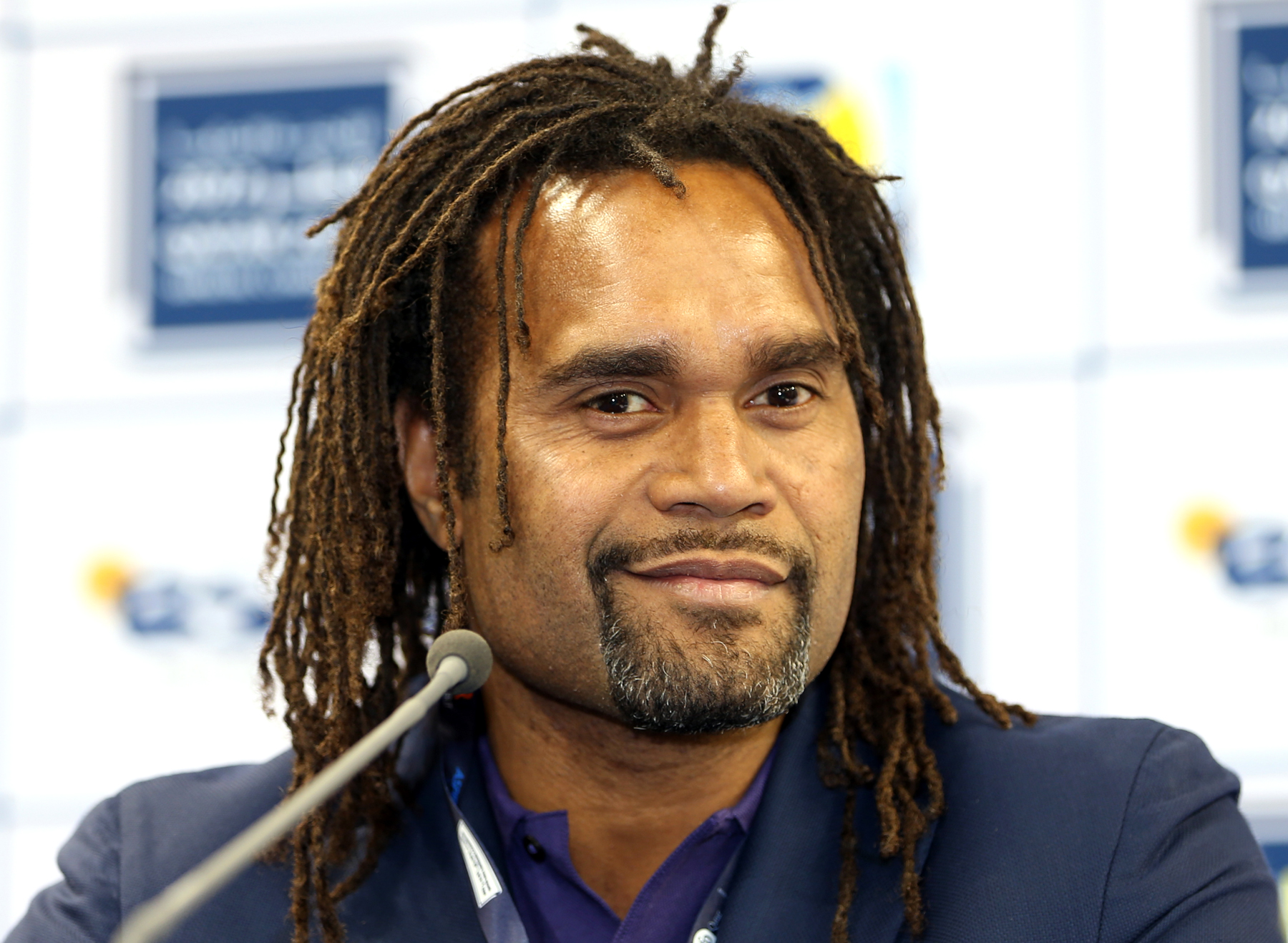
올림피아코스의 전 중원사령관이자 현 전술 조언가인 크리스티앙 카랑뵈

| 지위            | 성명                      |
| --------------- | ------------------------- |
| 회장            | 지아니스 모랄리스         |
| 총 책임자       | 얀니스 브렌초스           |
| 대표 이사       | 디미트리스 아그라피오티스 |
| 제1 부회장      | 사바스 테오도리디스       |
| 제2 부회장      | 소크라티스 S. 코칼리스    |
| 제3 부회장      | 게오르게 루바리스         |
| 제4 부회장      | 얀니스 모랄리스           |
| 기술 컨설팅     | 후안 호세 로렌소          |
| 전술 조언가     | 크리스티앙 카랑뵈         |
| 스포르팅 디렉터 | 피에르 이사               |
| 팀 매니저       | 키리아코스 두레카스       |

### 코칭스태프 및 의료진
| 코칭스태프           | 코칭스태프                                                                      |
| -------------------- | ------------------------------------------------------------------------------- |
| 감독                 | 디에고 마르티네스                                                               |
| 수석코치             | 안토니오스 니코폴리디스                                                         |
| 분석가               | 인토니스 레모나키스 요르고스 마르타코스                                         |
| 골키퍼 코치          | 알레코스 란토스                                                                 |
| 체력코치             | 마노스 슴포코스 흐리스토스 무리키스                                             |
| 유소년팀 감독        | 바실리스 부자스                                                                 |
| 유소년팀 골키퍼 코치 | 바실리스 알렉수디스                                                             |
| 스카우터             |                                                                                 |
| 수석 스카우터        | 후안 호세 로렌소                                                                |
| 스카우터             | 게오르요스 아마나티디스                                                         |
| 스카우터             | 니코스 밤바쿨라스 디미트리오스 바르발리아스                                     |
| 스카우터             | 요르고스 코콜라키스                                                             |
| 스카우터             | 지우바니                                                                        |
| 스카우터             | 루시아노 가예티                                                                 |
| 스카우터             | 의료진                                                                          |
| 의료진               | 니코스 리쿠레시스 니콜라오스 쿨로풀로스 알렉시스 카페타나키스 흐리스토스 테오스 |

## 올림피아코스 역대 회장
| 성명                      | 국적   | 연도                            |
| ------------------------- | ------ | ------------------------------- |
| 미할리스 마누스코스       | 그리스 | 1925–1928, 1937–1939, 1945–1950 |
| 타나시스 메르미가스       | 그리스 | 1929–1931, 1953–1954            |
| 타키스 자카스             | 그리스 | 1931, 1936                      |
| 얀니스 안드리아노풀로스   | 그리스 | 1932, 1933–1935                 |
| 얀니스 바르바레소스       | 그리스 | 1946                            |
| 요르고스 안드리아노풀로스 | 그리스 | 1954–1967                       |
| 코스타스 부자키스         | 그리스 | 1967–1969                       |
| 타소스 오이코노무         | 그리스 | 1969–1970                       |
| 에우틱시오스 구마스       | 그리스 | 1970–1971                       |
| 아리스티데스 스킬리치스   | 그리스 | 1971                            |
| 디미트리스 바다니스       | 그리스 | 1971–1972                       |

| 성명                    | 국적   | 연도                       |
| ----------------------- | ------ | -------------------------- |
| 니코스 굴란드리스       | 그리스 | 1972–1975                  |
| 코스타스 타노풀로스     | 그리스 | 1975, 1976–1978            |
| 페리클리스 라나라스     | 그리스 | 1975                       |
| 이라클리스 치찰리스     | 그리스 | 1978–1979                  |
| 스타우로스 다이파스     | 그리스 | 1979–1985, 1986, 1992–1994 |
| 니코스 에우티미우       | 그리스 | 1986                       |
| 게오르게 코스코타스     | 그리스 | 1987–1988                  |
| 아르기리스 살리아렐리스 | 그리스 | 1988–1992                  |
| 요르고스 바나사키스     | 그리스 | 1992–1993                  |
| 소크라티스 코칼리스     | 그리스 | 1993–2011                  |
| 에반겔로스 마리나키스   | 그리스 | 2011–                      |

|  |  |  |

## 같이 보기
- 올림피아코스 CFP
- 유럽 클럽 협회